# 全国公私病院連盟
一般社団法人全国公私病院連盟（ぜんこくこうしびょういんれんめい）は、全国の公的・私的病院が団結し、組織医療の向上と病院の経済的・社会的地位の維持発展を図ることを目的として設立された団体加盟の病院団体。事務局は東京都渋谷区。

## 概要
- 沿革：昭和39年（1964年）7月11日設立。平成23年（2011年）8月22日に新法人設立登記を申請し、一般社団法人へ移行。
- 主な事業：病院経営安定のために社会保険診療報酬の適正化を図る活動を展開するとともに、良質な病院医療の確保と機能向上のための諸事業を行う。特に「病院運営実態分析調査」を実施するなどの調査・研究を行うことにより、その対応を講じている。

## 加盟団体：7団体
- 全国自治体病院協議会
- 全国公立病院連盟
- 全国厚生農業協同組合連合会
- 日本赤十字社病院長連盟
- 全国済生会病院長会
- 岡山県病院協会
- 日本私立病院協会